# 수제 맥주
수제 맥주(手製麥酒) 또는 크래프트 맥주(craft+麥酒, 영어: craft beer 크래프트 비어[*])는 대기업이 아닌 개인이나 소규모 양조장이 자체 개발한 제조법에 따라 만든 맥주를 말한다. 과일향이 나고 홉의 쓴맛이 짙게 배어 나오는 등 각기 독특한 풍미를 지녔다. 수많은 맥주 제조자의 개성만큼이나 다양한 맛이 특징이다.
크래프트 맥주라는 단어는 1970년대 말 미국양조협회(American Brewers Association, ABA)가 개인을 포함한 소규모 양조장이 소량 생산하는 수제 로컬 맥주를 뜻하는 용어로 지정하며 탄생하게 됐다.
대한민국에서는 2016년 기준 시장 규모는 200억대이며, 이는 전체 맥주시장 규모인 5조원의 1%에도 미치지 못한다. 그러나 높은 성장률을 보이고 있으므로 전문가들은 10년 후에는 2조원대에 달할 것으로 보고 있다. 2002년 주세법개정으로 소규모 맥주 제조 면허가 도입되며, 자신의 영업장에서 직접 맥주를 만들어 팔 수 있는 브루펍이 생기기 시작했다. 본격화된 것은 2014년 개정 이후이다. 소규모 양조장의 외부 유통이 허용되며 대기업과 중소 수입사, 개인 양조장, 프랜차이즈 등이 수제맥주 시장에 뛰어들어 저변을 넓혀가고 있다.

## 수제맥주 양조장

#### 소규모 양조장
소규모 양조장은 본래 양조장의 크기에 관련해 사용되던 용어다. 하지만 점차 기존 맥주의 대안적인 의미와 양조의 유연성, 적응성, 실험성 그리고 고객 서비스에 대한 접근을 반영했다. 이 용어와 트렌드는 1980년대 미국에 퍼지며, 한 해에 15,000베럴(미국 기준) 이하의 맥주를 생산해내는 양조장을 칭하는 말로 사용되었다. 소규모 양조장은 기존의 대형, 대중적 양조장과 다른 마케팅전략을 채택했다. 그들은 상품의 질을 기반으로 경쟁하며, 낮은 가격과 광고보다는 다양성을 중시했다.

#### 나노 브루어리
‘The Food’웹사이트에서는 나노 브루어리를 규모가 작은 소규모 양조장이자 단독 사업자이며 이는 작은 묶음으로 생산한다고 정의했다. 미국 재무부는 나노 브루어리를 판매용 맥주를 생산하는 아주 작은 양조장 회사라고 정의한다.

#### 농장 브루어리
농장 브루어리는 수세기의 역사를 가지고 있다. 농장브루어리라고 여겨지는 몇몇의 맥주 방식들이 있다. 본래 농장에서 일하는 노동자들에 대한 장려책으로 낮은 ABV 맥주를 농부들이 만들던 것에서 기인한다. 농장 브루어리는 규모가 크지 않다. 그들은 당시의 비교적 큰 양조장에 비교해 봤을 때, 규모가 더 작았으며 독특한 양조 방법과 발효방법을 가지고 있었다. 이는 전체적인 상품들과 효과와 달랐으며, 관습에 얽매이지 않은 풍미를 가지고 있었다.

#### 펍 브루어리
브루마스터 자격증
수제맥주 양조 전문가 맥주자격증이 대한민국에서 2018년 최초로 주무부서인 식약청에서 승인이 되었으며 현재 자격증 시험이 치러지고 있다.
자격증 명칭은 브루마스터이다.
인턴 기간을 제외한 실무경력 3년 이상의 현직 실무 종사가가 경력증명서 제출시 응시가능하고 비엠마스터 아카데미의 마스터브루어 전문가 과정을 수료하면 브루마스터 맥주 자격증 시험에 응시가 가능하며 80점 이상 점수를 받아야 취득할 수 있다.

## 같이 보기
- 대한민국의 수제 맥주